# دبي الرياضية
قناة دبي الرياضية تتبع مؤسسة دبي للإعلام وهي كما يدل اسمها قناة تختص بالرياضة وتبث على مدى 24 ساعة في اليوم على السواتل الفضائية عرب سات ونايل سات. تأسست القناة عام 1998. أهم ما تبثه القناة دوري الخليج العربي بالشراكة مع قناة أبوظبي الرياضية الناقل الرسمي للبطولة والدوري الهولندي. وكانت القناة تنقل الدوري الألماني حصريا لمدة ثمانية سنوات من موسم 2005/2006 ولغاية موسم 2013/2014 وقامت بعد ذلك ببيع حقوق بث الدوري الألماني إلى قناة beIN sports القطرية. وكانت تبث مباريات الدوري الصيني لكرة القدم.

## القنوات
- دبي الرياضية 1
- دبي الرياضية 2
- دبي الرياضية 3 (بث رقمي)
- دبي ريسينج 1
- دبي ريسينج 2
- دبي ريسينج 3 (بث رقمي)

## الحقوق
- الدوري الهولندي[1]
- الدوري الأسترالي[2]
- الدوري الأمريكي[3]
- دوري أمم الكونكاكاف[4]
- الدوري الإماراتي للمحترفين
- كأس رابطة المحترفين الإماراتية
- كأس رئيس دولة الإمارات[5]
- كأس السوبر الإماراتي
- كأس الخليج العربي
- تصفيات آسيا الأولمبية تحت 23 سنة[6]
- دوري الدرجة الأولى الإماراتي
- بطولة اتحاد غرب آسيا للشباب تحت 20 سنة
- الدوري الإماراتي لكرة اليد
- بطولة دبي للتنس

## البرامج
- المنصة
- على مسؤوليتي
- مباشر دبي
- الجماهير

## إدارة القناة
- راشد أميري (مدير عام قناة دبي الرياضية)
- حسن حبيب (نائب مدير قناة دبي الرياضية)
- عبد القادر الزيتوني (مدير البرامج)
- عصام أبو غربية (مدير إدارة الإنتاج وتنفيذ البرامج)

## وصلات خارجية
- الموقع الرسمي للمؤسسة
- موقع دبي الرياضية
- بث مباشر دبي الرياضية

## الترددات
| القمر    | التردد | الترميز | الاستقطاب | القنوات              | صيغة البث |
| -------- | ------ | ------- | --------- | -------------------- | --------- |
| نايل سات | 12322  | 30000   | عمودي     | 1,1racing            | hd        |
| نايل سات | 12418  | 27500   | افقي      | 2,3,2racing,3 racing | sd        |
| نايل سات | 12019  | 27500   | عمودي     | 4,5                  | hd        |
| عرب سات  | 12130  | 27500   | عمودي     | 2,3,2racing,3 racing | sd        |
| ياه سات  | 11823  | 27500   | افقي      | 1,1racing            | hd        |